# Flughafen Whitehorse

i7
i11
i13
Der Erik Nielsen Whitehorse International Airport (englisch Whitehorse International Airport, IATA-Code: YXY, ICAO-Code: CYXY) befindet sich in Whitehorse im kanadischen Yukon-Territorium. Der Flughafen ist ein Platz des National Airports Systems und befindet sich im Eigentum von Transport Canada. Betrieben wird er von der Regierung des Territoriums. Am 15. Dezember 2008 wurde der Flughafen zu Ehren des langjährigen Regierungsmitgliedes Erik Nielsen umbenannt.
Da der Platz durch Nav Canada als Airport of Entry klassifiziert ist und dort Beamte der Canada Border Services Agency (CBSA) stationiert sind, ist hier eine Einreise aus dem Ausland zulässig.
Der Flughafen wurde zwischen 1940 und 1941 von der Abteilung für Verkehr der Regierung Yukons errichtet und 1942 als Teil der Alaska-Sibirien-Route im Zweiten Weltkrieg der Royal Canadian Air Force übergeben. Im Jahr 1968 wurde der Flughafen für militärische Zwecke geschlossen und blieb fortan als rein ziviler Flughafen bestehen.
Zusätzlich zum herkömmlichen Linienflugverkehr operieren vom Flughafen Whitehorse zahlreiche kleinere Charterflugbetreiber und Buschpiloten. Außerdem dient der Flughafen als wichtiger Stützpunkt für Löschflugzeuge im Zuge der Waldbrandbekämpfung.
In der Einfahrt zum Flughafen befindet sich auf einem Podest eine alte Douglas DC-3 der Canadian Pacific Airlines, die heute als Windfahne dient. Sie diente im Zweiten Weltkrieg den United States Army Air Forces in Südostasien, bevor sie zum Zwecke der kommerziellen Luftfahrt verkauft wurde. Eine Vergrößerung des Terminalgebäudes ist in Planung, um den großen Andrang bei internationalen Flügen abzuschwächen.
Der Flughafen Whitehorse ist Heimatflughafen der im Yukon-Territorium ansässigen Air North, die von hier aus neben Städten im Yukon und (saisonal) Alaska auch größere Städte im Westen Kanadas anfliegt (Vancouver, Calgary, Edmonton). Im Sommer wurde Whitehorse bis 2019 durch Condor auch direkt aus Deutschland angeflogen. Im Sommerflugplan 2022 wurde Whitehorse wieder als Direktflug von Frankfurt aufgenommen, im Sommerflugplan 2023 wird der Flughafen von Mai bis Oktober durch Condor bedient. Zusätzlichen fliegen WestJet (aus Vancouver), Air Canada (aus Vancouver) und Air Canada Jazz (saisonal aus Calgary) den Flughafen Whitehorse an.